# Municipio de Westerville
El municipio de Westerville (en inglés: Westerville Township) es un municipio ubicado en el condado de Custer en el estado estadounidense de Nebraska. En el año 2010 tenía una población de 152 habitantes y una densidad poblacional de 0,85 personas por km².

## Geografía
El municipio de Westerville se encuentra ubicado en las coordenadas 41°24′51″N 99°23′33″O / 41.41417, -99.39250. Según la Oficina del Censo de los Estados Unidos, el municipio tiene una superficie total de 178.42 km², de la cual 178,42 km² corresponden a tierra firme y (0 %) 0 km² es agua.

## Demografía
Según el censo de 2010, había 152 personas residiendo en el municipio de Westerville. La densidad de población era de 0,85 hab./km². De los 152 habitantes, el municipio de Westerville estaba compuesto por el 99,34 % blancos, el 0,66 % eran de otras razas. Del total de la población el 1,32 % eran hispanos o latinos de cualquier raza.